# Ferrandia birulae
Espèce
Synonymes
- Enea birulae Roewer, 1933

Ferrandia birulae est une espèce de solifuges de la famille des Solpugidae.

## Distribution
Cette espèce est endémique de Somalie. Elle se rencontre vers Hensa.

## Description
Le mâle holotype mesure 19 mm.

## Étymologie
Cette espèce est nommée en l'honneur d'Alexei Andreevich Byalynitsky-Birula.

## Publication originale
- Roewer, 1933 : Solifuga, Palpigrada. Dr. H.G. Bronn's Klassen und Ordnungen des Thier-Reichs, wissenschaftlich dargestellt in Wort und Bild. Akademische Verlagsgesellschaft M. B. H., Leipzig. Fünfter Band: Arthropoda; IV. Abeitlung: Arachnoidea und kleinere ihnen nahegestellte Arthropodengruppen, vol. 2/3, p. 161–480 (texte intégral).